# Passelgis xanthothricalis
Passelgis xanthothricalis är en fjärilsart som beskrevs av Dyar 1914. Passelgis xanthothricalis ingår i släktet Passelgis och familjen mott. Inga underarter finns listade i Catalogue of Life.